# Toby Green
Pour les articles homonymes, voir Green.
 (mai 2025).
La mise en forme du texte ne suit pas les recommandations de Wikipédia : il faut le « wikifier ».
Les points d'amélioration suivants sont les cas les plus fréquents. Le détail des points à revoir est peut-être précisé sur la page de discussion.
- Les titres sont pré-formatés par le logiciel. Ils ne sont ni en capitales, ni en gras.
- Le texte ne doit pas être écrit en capitales (les noms de famille non plus), ni en gras, ni en italique, ni en « petit »…
- Le gras n'est utilisé que pour surligner le titre de l'article dans l'introduction, une seule fois.
- L'italique est rarement utilisé : mots en langue étrangère, titres d'œuvres, noms de bateaux, etc.
- Les citations ne sont pas en italique mais en corps de texte normal. Elles sont entourées par des guillemets français : « et ».
- Les listes à puces sont à éviter, des paragraphes rédigés étant largement préférés. Les tableaux sont à réserver à la présentation de données structurées (résultats, etc.).
- Les appels de note de bas de page (petits chiffres en exposant, introduits par l'outil «  Source ») sont à placer entre la fin de phrase et le point final[comme ça].
- Les liens internes (vers d'autres articles de Wikipédia) sont à choisir avec parcimonie. Créez des liens vers des articles approfondissant le sujet. Les termes génériques sans rapport avec le sujet sont à éviter, ainsi que les répétitions de liens vers un même terme.
- Les liens externes sont à placer uniquement dans une section « Liens externes », à la fin de l'article. Ces liens sont à choisir avec parcimonie suivant les règles définies. Si un lien sert de source à l'article, son insertion dans le texte est à faire par les notes de bas de page.
- La présentation des références doit suivre les conventions bibliographiques. Il est recommandé d'utiliser les modèles {{Ouvrage}}, {{Chapitre}}, {{Article}}, {{Lien web}} et/ou {{Bibliographie}}. Le mode d'édition visuel peut mettre en forme automatiquement les références.
- Insérer une infobox (cadre d'informations à droite) n'est pas obligatoire pour parachever la mise en page.

Pour une aide détaillée, merci de consulter Aide:Wikification.
Si vous pensez que ces points ont été résolus, vous pouvez retirer ce bandeau et améliorer la mise en forme d'un autre article.
Toby Green est un historien britannique qui travaille sur l’histoire de l’Afrique, la traite transatlantique des esclaves et l’histoire des inégalités mondiales. Il est également professeur d'histoire et de culture africaines pré-coloniales et lusophones au King's College de Londres. Toby Green a obtenu son doctorat en études africaines à l'Université de Birmingham sous la supervision du professeur Paulo Fernando de Moraes Farias. Green est également président du comité Fontes Historiae Africanae (Sources de l'histoire africaine) de la British Academy. 
Green a publié plusieurs ouvrages portant sur l’histoire moderne du continent africain, notamment sur la traite esclavagiste menée par les Portugais en Afrique de l’Ouest. 
En outre, ses intérêts de recherche portent sur les inégalités sociales et économiques, avec un intérêt particulier pour l’esclavage dans le monde atlantique et les liens culturels et économiques entre les Amériques et l’Afrique. Ses travaux sur l’histoire des inégalités africaines et mondiales ont été traduits dans plus de dix langues.
Toby Green a été élu membre de la British Academy en 2024.

## Histoire économique de l'Afrique et inégalités
Son livre A Fistful of Shells: West Africa from the Rise of the Slave Trade to the Age of Revolution, a remporté le prestigieux prix Nayef Al-Rodhan 2019 pour la compréhension culturelle mondiale Le livre a également gagné le prix Jerry Bentley d'histoire mondiale 2020 de l'American Historical Association ainsi que le prix Crown Award 2020 de l'Historical Writers Association pour la non-fiction . De plus, A Fistful of Shells a été finaliste pour le LA Times Book Prize 2019 et a également été présélectionné pour le prix Cundill d'histoire 2019 et le prix Wolfson d'histoire 2020. Le livre a reçu de nombreuses critiques élogieuses dans les journaux, les magazines et les revues universitaires à travers le monde. Un historien a souligné que le livre de Green « démonte le mythe raciste du « retard » de l’Afrique de l’Ouest ». Il montre que les inégalités qui ont rendu possible la « ruée vers l’Afrique » européenne sont nées d’une catastrophe dont le cours a commencé au XVe siècle.

## Afrique occidentale et traite transatlantique
Le livre de Toby Green, The Rise of the Trans-Atlantic Slave Trade in Western Africa, 1300–1589, est l'un des rares à examiner l'histoire de l'essor de la traite  transatlantique des esclaves dans ses premières années en Afrique de l'Ouest. Le livre étudie la région entre le fleuve Sénégal et la Sierra Leone entre les XIVe et XVIe siècles à partir d'un ensemble très riche de sources écrites et orales en plusieurs langues. Green soutient que les modèles sociaux et culturels européens et africains préexistants dans cette région ont façonné le développement de la traite transatlantique des Africains mis en esclavage.

## Travaux sur la pandémie mondiale de COVID-19
Toby Green a été l’un des rares historiens universitaires à avoir développé des travaux approfondis sur la pandémie de COVID-19. Ces travaux ont abordé les impacts des confinements du point de vue des inégalités sociales et économiques notamment dans le sud global. Green a publié deux éditions du livre The Covid Consensus ainsi que de nombreux articles dans des journaux, des magazines et des sites Web. De plus, il a mené une série d’entretiens en podcast avec des universitaires africains et latino-américains pour le projet Collateral Global. Un élément central du travail de Toby Green autour des mesures de restriction prises pendant la pandémie de COVID-19 est lié à l’impact des confinements sur les populations pauvres du monde entier, en particulier dans le continent africain. Les travaux de Green ont été largement discutés dans des journaux internationaux tels que le Guardian, Al-Ahram, El Pais, et Le Monde. Depuis 2023, la contribution de Green à ces débats est devenue encore plus importante, lorsqu'un nombre croissant d’articles dans des revues universitaires et des médias grand public ont commencé à reconnaître les impacts négatifs des confinements dans le Sud global, parmi les enfants en âge scolaire et les personnes pauvres issues de la classe ouvrière dans le Nord global,.

## Travaux sur l'Inquisition
Green a également publié sur l'Inquisition espagnole et son travail sur le sujet est souvent cité. Son livre Inquisition: The Reign of Fear examine des sources hispano-américaines. Il note que le pouvoir illimité accordé aux inquisiteurs signifiait qu'ils étaient « largement considérés comme au-dessus des lois », et qu'ils avaient parfois des motifs d'arrêter, et parfois d'exécuter, des délinquants présumés, au-delà du but de punir la non-conformité religieuse, en particulier en Amérique espagnole. Dans son travail, Green est notamment en désaccord avec la notion de légende noire de l'Inquisition espagnole. Il cite fréquemment des sources du XVIe siècle sur les abus de pouvoir de l'Inquisition en Amérique latine. 

## Publications

### Livres principaux
- The Heretic of Cacheu: Struggles over Life in a Seventeenth-Century West African Port. Penguin, Allen Lane, and University of Chicago Press, 2025.  (ISBN 9781802061598)
- The Covid Consensus: The Global Assault on Democracy and the Poor. A Critique from the Left, avec Thomas Fazi. Hurst, 2023.  (ISBN 9781787388413).
- The Covid Consensus: The New Politics of Global Inequality. Hurst, 2021.  (ISBN 9781787385221)
- A Fistful of Shells: West Africa from the Rise of the Slave Trade to the Age of Revolution. Penguin, Allen Lane, University of Chicago Press, 2019.  (ISBN 9780226644578).
- The Rise of the Transatlantic Slave Trade in Western Africa. Cambridge University Press, 2012.  (ISBN 9781107634718)
- The Inquisition: The Reign of Fear. Macmillan, 2007.  (ISBN 9780330443357).
- Thomas More's Magician: A Novel Account of Utopia in Mexico. Weidenfeld & Nicolson, 2004.  (ISBN 0753819783). * Meeting the Invisible Man: Secrets and Magic in West Africa. Weidenfeld & Nicolson, 2001.  (ISBN 9780297646150).
- Saddled with Darwin: A Journey through South America on Horseback (Weidenfeld & Nicolson, 1999  (ISBN 0571248284)

### Direction et co-direction d'ouvrages collectifs
- African Voices from the Inquisition, Vol. 1: The Trial of Crispina Peres of Cacheu, Guinea-Bissau (1646-1668), co-dirigé par Toby Green, Philip Havik et Filipa Ribeiro da Silva. Oxford University Press, 2021.  (ISBN 978-0197266762)
- Landscapes, Sources, and Intellectual Projects of the West African Past, co-dirigé Toby Green et Benedetta Rossi. Brill, 2018.  (ISBN 978-90-04-34883-7)
- Guinea-Bissau: Micro-State to Narco State, co-dirigé par Toby Green et Patrick Chabal. London: Hurst, 2016.  (ISBN 978-1849045216)
- Brokers of Change: Atlantic Commerce and Cultures in Precolonial Western Africa (Oxford: Oxford University Press, 2012).  (ISBN 978-0197265208)

### Articles dans des revues scientifiques
- "Africa and Capitalism: Repairing a History of Omission." Capitalism 3, 2 (2022): 301-332.
- "Covid-19: Medicine and Colonialism, Past and Present." Journal of Extreme Anthropology 6, no. 2 (2022): E33-E46.
- "From ‘commodity currencies’ to Covid loans: Africa and global inequality, past and present." Journal of the British Academy (2022): 39-54.
- "The Historical Lecture: Past, Present and Future." Transactions of the Royal Historical Society 1 (2022): 45-67.
- "Baculamento or Encomienda?: Legal Pluralisms and the Contestation of Power in Pan-Atlantic World of the Sixteenth and Seventeenth Centuries," Journal of Global Slavery 2, no. 3 (2017): 310-336.
- “Africa and the Price Revolution: Currency Imports and Socioeconomic Change in West And West-Central Africa During the 17th Century,” Journal of African History 57, no. 1 (2016), 1-24.
- “Beyond an Imperial Atlantic: Trajectories of Africans From Upper Guinea and West-Central Africa in the Early Atlantic World", Past and Present 230 (2016), 91-122.
- "Memories of Violence: Slavery, The Slave Trade, and Forced Labour in Greater Senegambia in the Past and the Present." Mande Studies 16-17 (2015): 169-186.
- "Silent Trade." History in Africa: An Annual Journal of Method 40, no. s1 (2013):. s3-s6.
- “Building Slavery in the Atlantic World: Atlantic Connections and the Changing Institution of Slavery in Cabo Verde, 15th-16th Centuries”, Slavery and Abolition 32/2, 2011, 227-45:

## Autres lectures
- A Fistful of Shells by Toby Green review – the west African slave trade - The Guardian
- What heart of darkness? Busting myths about West African history - The Telegraph
- Entretien avec Toby Green sur QG Media - QG Media
- Entretien avec Toby Green dans La Presse du Soir - La Presse du Soir
- Entretien avec Toby Green - Times Higher Education
- Three Years on there is a New Generation of Lockdown Sceptics - The Guardian
- We Must Change the Way we Understand our History - Big Issue North